# Carraro Agritalia

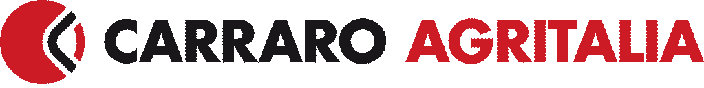
Logo Carraro Agritalia

Carraro Agritalia – włoski producent ciągników rolniczych. Jest częścią Grupy Carraro założonej w Campodarsego we Włoszech w 1910 roku jako Giovanni Carraro. Oddział Carraro Agritalia został założony w Rovigo we Włoszech w 1977.

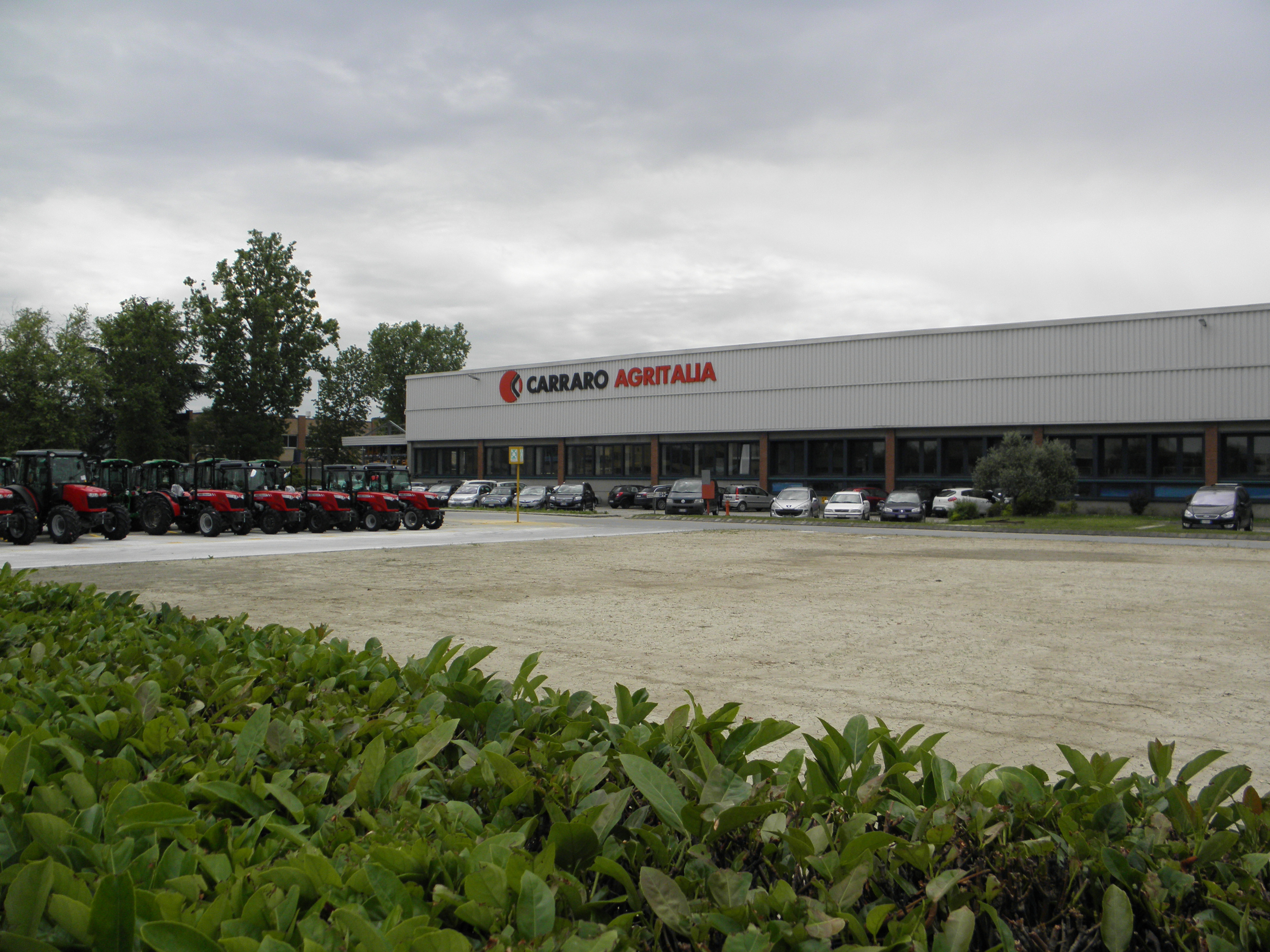
Fabryka Carraro Agritalia w Rovigo

## Historia
Grupa Carraro została założona w 1932 przez Giovanni Carraro i najpierw produkowała maszyny rolnicze, siewniki. Pierwszy ciągnik rolniczy został wyprodukowany w 1958. Antonio Carraro odseparował się od swoich braci w 1960 i utworzył własną firmę Antonio Carraro company. W 1977 Carraro Group zdecydowało o przeniesieniu produkcji ciągników rolniczych do Rovigo. 22 maja 2015 roku powstało muzeum Oscar Carraro na cześć jednego z założycieli Carraro Agriitalia.

## Produkty

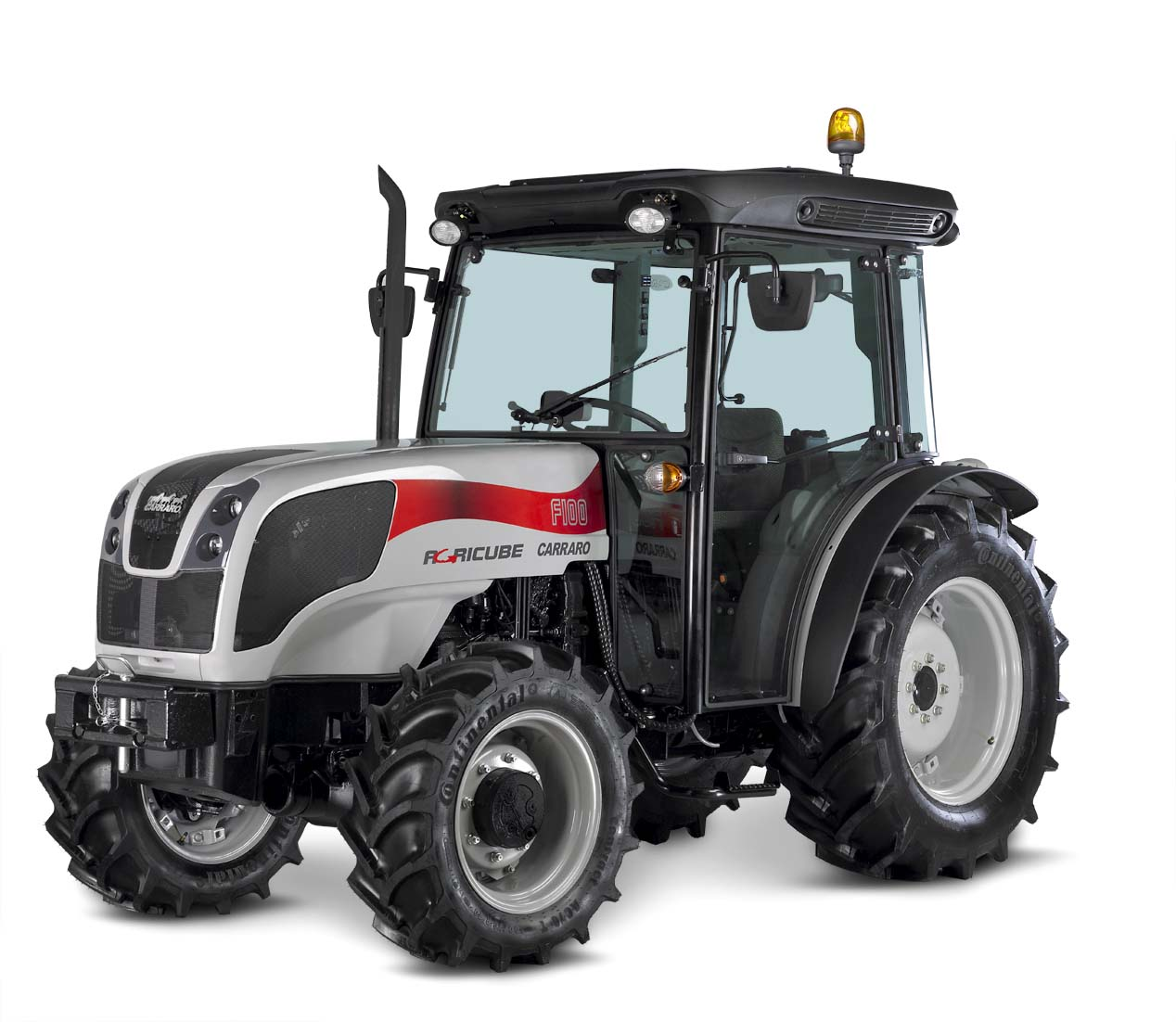
Ciągnik rolniczy Carraro Agricube

Carraro Agritalia od lat 80. projektuje i produkuje standardowe, sadownicze i ogrodnicze specjalistyczne ciągniki o mocy 55–100 KM dla różnych producentów i dystrybutorów ciągników rolniczych. Teraźniejsi i przeszli klienci firmy to: Antonio Carraro, Case IH, Challenger, Claas, Eicher, John Deere, Massey Ferguson, Renault Agriculture, Valtra & Yagmur.
W 2010 Carraro Agritalia ponownie uruchomiło produkcję ciągników pod swoją nazwą Carraro, Tractors Built for the Best.

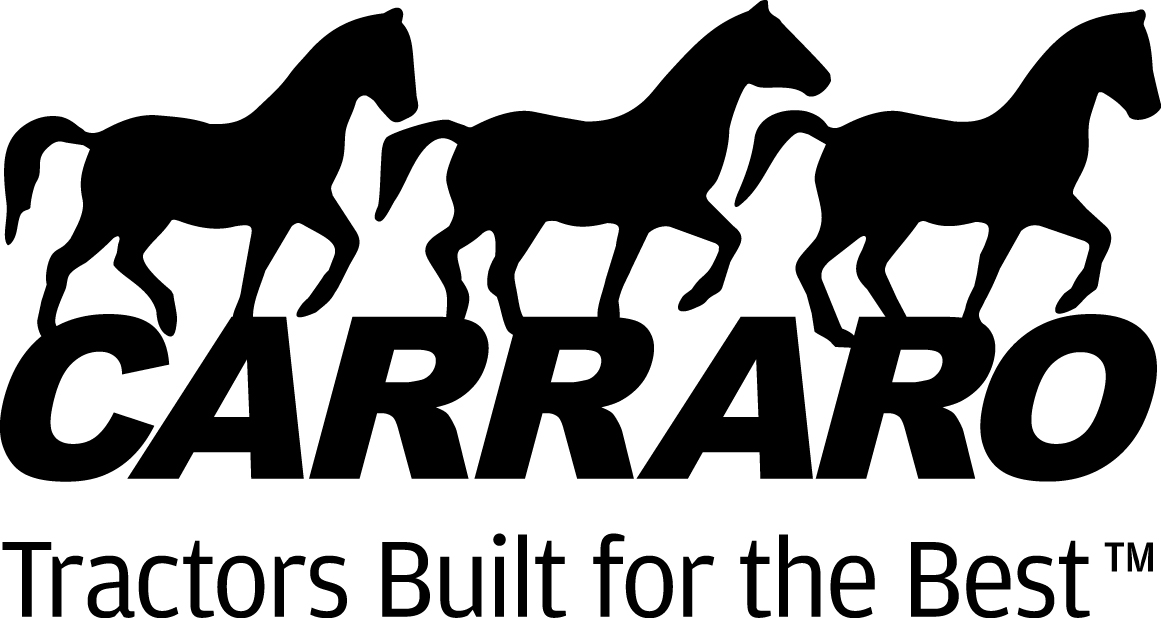
Logo ciągników Carraro Agritalia

Carraro Agritalia oferuje również usługi inżynieryjne w projektowaniu ciągników firmom trzecim.